# Alchemilla volkensii
Alchemilla volkensii är en rosväxtart som beskrevs av Adolf Engler. Alchemilla volkensii ingår i släktet daggkåpor, och familjen rosväxter. Utöver nominatformen finns också underarten A. v. penicillata.